# ТЕЦ Свілоза
ТЕЦ Свілоза (ТЕЦ Свиштов) — болгарська теплоелектроцентраль у придунайському місті Свиштов, споруджена для обслуговування хімічного заводу «Свілоза» (виробництво штапельного волокна та віскози).
ТЕЦ Свілоза почала роботу в 1971—1972 роках. На її майданчику змонтували чотири парові котла виробництва Таганрозького котельного заводу типу ТП-47 продуктивністю по 220 тонн пари на годину, від яких, зокрема, живились дві теплофікаційні турбіни ПТ-60/90/13/1.2 потужністю по 60 МВт.
Наразі хімічний комбінат «Свілоза» припинив роботу, хоча на його майданчику продовжили діяльність певні залишкові виробництва. Станція, перейменована у ТЕЦ Свиштов, певний час ще працювала, так,  в 2014 році вона виробила 347 млн кВт-год електроенергії. Втім, невдовзі ТЕЦ була вимушена зупинитись. Хоча в 2016-му тут підготували до роботи сучасну конденсаційну турбіну Siemens потужністю 58 МВт, проте залишались невирішеними питання відповідності ТЕЦ екологічним стандартам. Як наслідок, вона була виключена з державного тендеру на закупівлю послуг «холодного» резерву.
Як паливо ТЕЦ використовувала імпортоване кам'яне вугілля, яке доправляли по Дунаю.
Видача продукції відбувалась по ЛЕП, розрахованій на роботу під напругою 110 кВ.